# 南米爾斯之役
南米爾斯之役於1862年4月19日發生在北卡羅來納的肯頓郡, 是在早期南北戰爭中北軍將領柏恩賽德為遠征及控制卡羅來納而發動的第五場戰役。

## 戰事
柏恩賽德收到南軍建鐵艦的消息後,就決定摧毀於迪斯默爾沼澤的運河,4月18日, 柏恩賽德的一名軍官自願率兩支軍團發動進攻,但次日, 北軍未能得逞而退出戰場,但這戰役並沒有得勝者。

## 戰事結束
北軍傷亡人數為114;而南軍傷亡人數為25。